# انگورتلار سفلی
انگورتلار سفلی روستایی است که در استان اردبیل، شهرستان گرمی، بخش مرکزی، دهستان اجارود شمالی قرار دارد.

## جمعیت
بر اساس سرشماری سال ۱۳۸۵ جمعیت این روستا ۳۰۵ نفر با ۶۳ خانوار بوده‌است.